# Vorst (Tönisvorst)
Vorst is een plaats in de Duitse deelstaat Noordrijn-Westfalen, en stadsdeel van de gemeente Tönisvorst.
Tot 31 december 1969 was Vorst een zelfstandige gemeente. Sinds 1 januari 1970 hoort het bij de gemeente "Stadt Tönisvorst".
Tönisvorst (en dus ook Vorst) maken deel uit van het vlak over de grens bij Venlo in richting oosten beginnende Duitse district "Kreis Viersen", vandaar beginnen de kentekens van de hier geregistreerde auto's ook steeds met "VIE".
De kortste afstand naar Nederland (Venlo, Groote Heide) is hemelsbreed ca. 15,5 km (gemeten vanaf de katholieke kerk te Vorst).
De oorspronkelijk ter plaatse gesproken dialect is Zuid-Nederfrankisch, wat bijna overeenkomt met het in het nabije Nederland gesproken Limburgse dialect.

## Stedenbanden
- Laakdal (België)

De naamgenootschap met de bij het Belgische Laakdal horende deelgemeente Vorst was destijds de oorzaak voor het ontstaan van de stedenband tussen de gemeenten Laakdal en Tönisvorst.

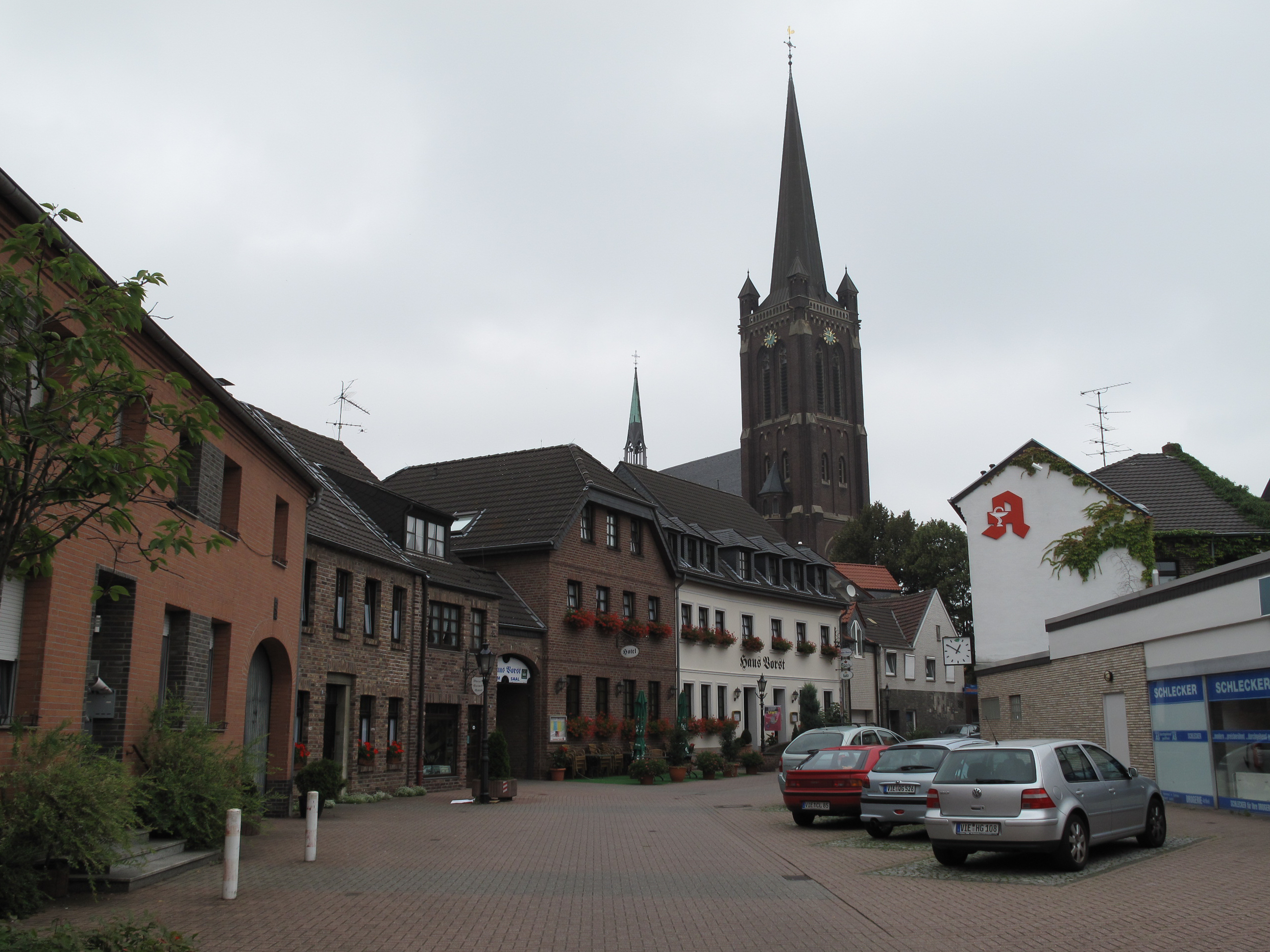
rooms-katholieke kerk te Vorst

| plaatsen in de buurt | plaatsen in de buurt | plaatsen in de buurt | plaatsen in de buurt | plaatsen in de buurt |
| -------------------- | -------------------- | -------------------- | -------------------- | -------------------- |
| Oedt                 |                      | Kempen-St.Peter      |                      | Sankt Tönis          |
|                      |                      |                      |                      |                      |
| Hagen                | Kehn Forstwald       |                      |                      |                      |
|                      |                      |                      |                      |                      |
| Viersen              |                      | Clörath              |                      | Anrath               |